# Lacune électronique
Cet article court présente un sujet plus développé dans : Formule de Lewis.
Une lacune électronique correspond à un non-respect par défaut de la règle de l'octet ou du duet, lorsqu'un atome est entouré de moins d'électrons que ce que cette règle prédit. En chimie quantique, une lacune électronique sur un atome correspond à une case quantique (s, p, d, f…) restée vide, alors qu'elle est pleine dans la configuration électronique du gaz noble le plus proche. D’un point de vue orbitalaire, une lacune électronique peut être vue comme une orbitale atomique vide sur une espèce monoatomique, ou comme une orbitale moléculaire non liante vide sur une entité moléculaire.
Dans les formules de Lewis, elle est représentée par un rectangle vide. 
Cette lacune confère à cet atome des propriétés électrophiles: une entité chimique portant une lacune électronique est un acide de Lewis.